# Gerhard Schmitt (Sinologe)
Gerhard Schmitt (geboren am 28. September 1933 in Guangzhou; gestorben am 26. November 2017 in Berlin) war ein deutscher Sinologe.

## Biografie

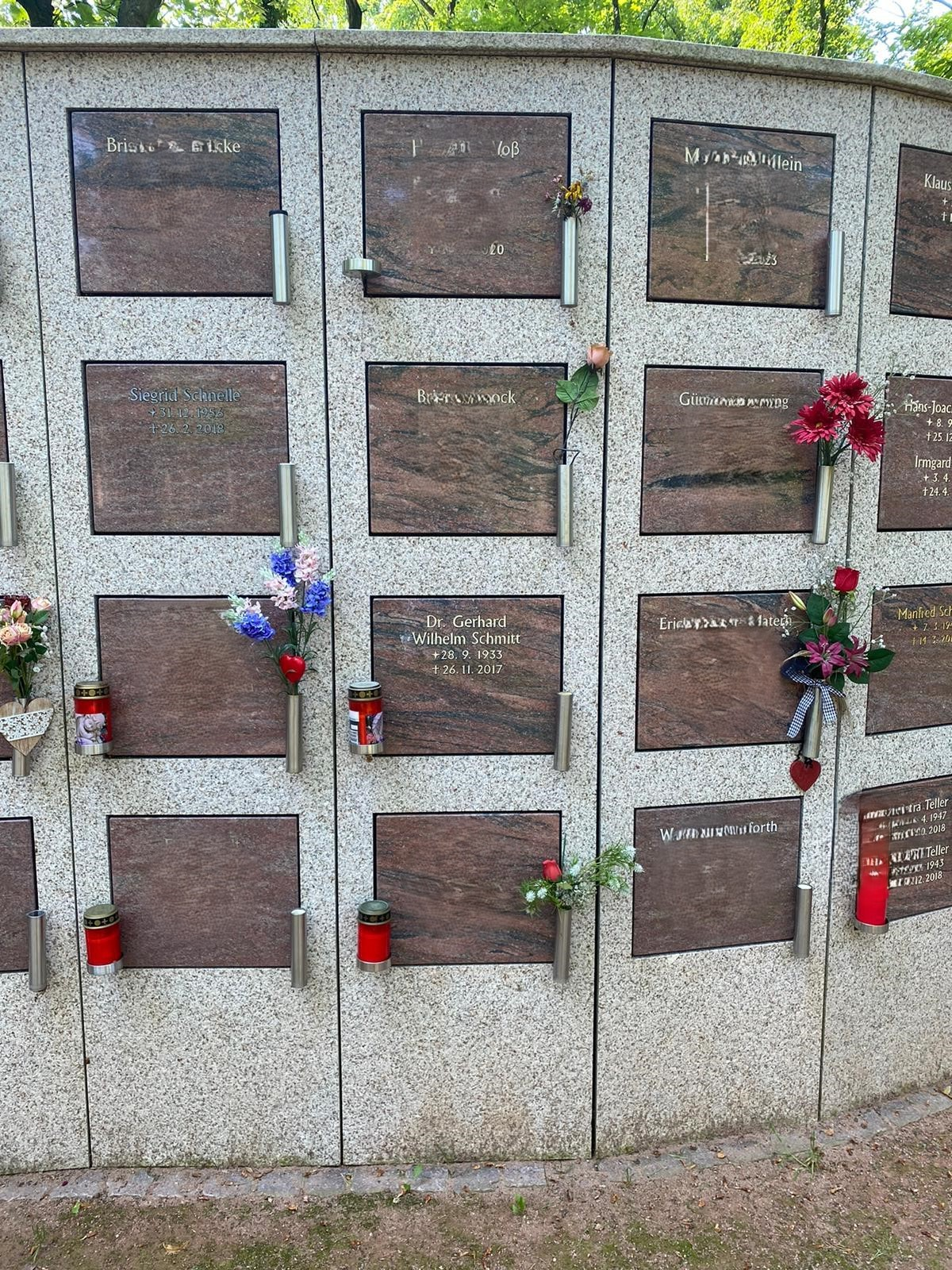
Grabstätte auf dem Friedhof Adlershof

Gerhard Schmitt wurde als Sohn deutscher Missionare in Kanton (Guangzhou) geboren und besuchte ab 1939 dort die Deutsche Oberschule. 1946 kam er nach Westdeutschland und besuchte Schulen in Korntal, Düsseldorf und Berlin-Steglitz. Er lehnte die religiösen Vorstellungen seiner Eltern ab und wurde zunehmend vom Sozialismus angezogen. 1950 verließ er seine Eltern und schloss die Aufbauschule Neu-Lichtenberg in Berlin (Ost) ab.
Schmitt studierte Sinologie, Japanologie und Sprachwissenschaft an der Humboldt-Universität zu Berlin, unter anderem bei Wolfgang Steinitz und bei Martin Ramming, und wurde 1955 Aspirant am Institut für Orientforschung (später Teil des Zentralinstituts für Alte Geschichte und Archäologie) der Deutschen Akademie der Wissenschaften (später Akademie der Wissenschaften der DDR).
Er befasste sich vor allem mit altchinesischer Phonologie und Etymologie und übersetzte (gemeinsam mit Yang Enlin) das gesamte Buch Der Weg zu den weissen Wolken; Geschichten aus dem Gelehrtenwald ins Deutsche. Seine international bekanntesten Beiträge behandeln das Yi jing, aber er leistete auch wichtige Beiträge zur Archäologie, Turfan-Forschung und materiellen Kultur des alten China.
Nach dem Anschluss der DDR an die BRD 1989 und der Auflösung der Akademie der Wissenschaften der DDR lehrte Schmitt kurz an der China-Abteilung der Technischen Universität Berlin und an der Freien Universität Berlin, zog dann zuerst nach Trier und danach nach Erlangen, wo er an der Universität lehrte und in der Universitätsbibliothek arbeitete. Viele seiner Schriften wurden bis heute nicht veröffentlicht. 2015 gelangte sein Vorlass an die sinologische Abteilung der Universität Zürich.
Gerhard Schmitt wurde in einer Gemeinschaftsgrabanlage auf dem Friedhof Adlershof beigesetzt.

## Werke
- »Der Wind als Phönix. Totem und Tabu«, Mitteilungen des Instituts für Orientforschung 9 (1963) 2–3: 383–91.
- »Sind chinesisch Liuli [琉璃] und Guoluo [郭洛] / Kuoluo [廓落] denn wirklich fremden Ursprungs?«, Mitteilungen des Instituts für Orientforschung 10 (1964), 385–95.
- »Zur Frage der Interjektion im archaischen Chinesisch«, in Beiträge zum Problem des Wortes im Chinesischen II hg. Paul v. Ratchnevsky, Ostasiatische Forschungen 3 (Berlin: Akademie-Verlag, 1964), 81–108.
- »Aufschlüsse über das Wenxuan in seiner frühesten Fassung durch ein Manuskript aus der Tang-Zeit«, Mitteilungen des Instituts für Orientforschung 14 (1968), 481–88.
- Sprüche der »Wandlungen« auf ihrem geistesgeschichtlichen Hintergrund. (Berlin: Akademie-Verlag 1970), 193 S.
- »Wo siedelten nachweislich türkische Stämme im ersten Jahrhundert vor bzw. nach der Zeitenwende?«, Acta Orientalia Academiae Scientarum Hungaricae 24.3 (1971), 337–58.
- »Der früheste Beleg für türkisch yoġ ›Totenfest‹«, Annali dell’Istituto Orientale di Napoli 32 (1972), 251–52.
- »›An der Amberbaumbrücke bei Nach vor Anker‹. Ein Kleinod altchinesischer Lyrik«, Das Altertum 19.3 (1973), 174–176.
- »Shun als Phönix – ein Schlüssel zu Chinas Vorgeschichte«, Altorientalische Forschungen 1 (1974), 309–40.
- »Meng 氓 als ›Kolonisten‹«, Altorientalische Forschungen 4 (1976), 251–312.
- »Sino-Altaica«, Altorientalische Forschungen 5 (1978), 175–86.
- mit Hans Mohring: »Qidan als ›die Konföderierten‹«, Altorientalische Forschungen 5 (1978), 171–74.
- »Der ›Göttliche Jäter‹ als Erfinder des Planzenbaus«, Abhandlungen und Berichte des Staatlichen Museums für Völkerkunde (Dresden) 37 (1979), 139–168.
- mit Thomas Thilo, Taijun Inokuchi 井ノ口泰淳 (Hg.): Katalog chinesischer buddhistischer Textfragmente (Berlin: Akademie Verlag, 1975–1985).
- »Irrigationssysteme größeren Umfangs in China vor der  Qin-Zeit«, in: Produktivkräfte und Gesellschaftsformationen in vorkapitalistischer Zeit, hg. Joachim Hermann und Irmgard Sellnow (Berlin: Akademie-Verlag, 1982), 149–63.
- »Sino-Japonica I«, Altorientalische Forschungen 12.2 (1985), 319–61.
- »Der goldene Stempel aus Shika 志賀«, 30 S. [= Sino-Fuyuica 4].
- »Zu Idumö im Hinblick auf den Fundort des goldenen  Siegels«, 25 S. [= Sino-Fuyuica 4]
- »Youzhou 幽州 unter dem Gaogulier 高句驪人 Zhen 鎮 (+330–+408) im Grab von Dexingli 德興里«, 72 S. [= Sino-Fuyuica 2]
- »Die Stele für den Haotaiwang 好太王: Gaogoulis 高句驪 Gründung«, 70 S. [= Sino-Fuyuica 1]

Übersetzung:
- mit Yang Enlin 楊恩林: Wu Djing-dsi 吳敬梓: Der Weg zu den weissen Wolken. Geschichten aus dem Gelehrtenwald. Mehrere Auflagen: 1962, 1989, 2015.